# Pallacanestro agli XI Giochi asiatici
La pallacanestro ai Giochi asiatici 1990 si è svolta dal 23 settembre al 6 ottobre a Pechino, in Cina. Nella disciplina della pallacanestro sono stati effettuati due tornei, quello maschile e quello femminile, che hanno visto coinvolte 12 nazioni.

## Medagliere
| Posiz. | Nazione       | Oro | Argento | Bronzo | Totale |
| ------ | ------------- | --- | ------- | ------ | ------ |
| 1      | Cina          | 1   | 1       | 0      | 2      |
| 2      | Corea del Sud | 1   | 0       | 1      | 2      |
| 3      | Filippine     | 0   | 1       | 0      | 1      |
| 4      | Taiwan        | 0   | 0       | 1      | 1      |
| Totale | Totale        | 2   | 2       | 2      | 6      |

## Classifiche finali

### Maschile
| Pos.    | Squadra             | Formazione |
| ------- | ------------------- | --- |
| Oro     | Cina                | CinaGong L., Gong X., Li, Ma, Shan, Song, Sun, Wang F., Wang Z., Zhang B., Zhang D., Zhang Y., All. -                                                                   |
| Argento | Filippine           | Filippine4 Calma, 5 Magsanoc, 6 Patrimonio, 7 Paras, 8 Caidic, 9 Lim, 10 Fernández, 11 Gonzalgo, 12 Dignadice, 13 Realubit, 14 Loyzaga, 15 Cuenco, All. Robert Jaworski |
| Bronzo  | Corea del Sud       | Corea del SudChoe, Heo, Jeong, Kang, Kim H., Kim J., Kim Y., Lee C., Lee M., Lee W., Pyo, Seo, All. Kim In-geon                                                         |
| 4.      | Giappone            | Giappone4 Rikukawa, 5 Satō, 6 Tanaka, 7 Higashi, 8 Shimomura, 9 Tsujimura, 10 Masumi, 11 Gotō, 12 Toyama, 13 Yamazaki, 14 Yasuda, 15 Miura, All. Yoshiaki Shimizu       |
| 5.      | Taiwan              | Template:Taipei Cinese maschile pallacanestro Giochi asiatici 1990 |
| 6.      | Emirati Arabi Uniti | Template:Emirati Arabi Uniti di pallacanestro ai giochi asiatici 1990                                                                                                   |
| 7.      | Iran                | Template:Iran di pallacanestro ai giochi asiatici 1990 |
| 8.      | Corea del Nord      | Template:Corea del Nord di pallacanestro ai giochi asiatici 1990 |
| 9.      | Arabia Saudita      | Template:Arabia Saudita di pallacanestro ai giochi asiatici 1990 |
| 10.     | Pakistan            | Template:Pakistan di pallacanestro ai giochi asiatici 1990 |
| 11.     | Hong Kong           | Template:Hong Kong di pallacanestro ai giochi asiatici 1990 |

### Femminile
| Pos.    | Squadra        | Formazione |
| ------- | -------------- | --- |
| Oro     | Corea del Sud  | Corea del SudCheon, Choe, Ha, Im, Jeong E., Jeong M., Jo, Lee G., Lee H., Seo, Seong, Yu, All. Jeong Ju-hyeon |
| Argento | Cina           | CinaHu, Li X., Ling, Liu, Peng, Wang, Xu S., Xu X., Xue, Zhao, Zheng H., Zheng W., All. -                     |
| Bronzo  | Taiwan         | TaiwanChang L., Chang Y., Chen I., Chen S., Chi C., Chi L., Chien, Chin, Ho, Li, Teng, Wu, All. -             |
| 4.      | Giappone       | Template:Giappone femminile di pallacanestro ai giochi asiatici 1990                                          |
| 5.      | Corea del Nord | Template:Corea del Nord femminile di pallacanestro ai giochi asiatici 1990                                    |
| 6.      | Thailandia     | Template:Thailandia femminile di pallacanestro ai giochi asiatici 1990                                        |